# النقم (ماهلية)

تعديل مصدري - تعديل

النقم هي إحدى قرى عزلة حلاقة ال حسين بمديرية ماهلية التابعة لمحافظة مأرب، بلغ تعداد سكانها 143 نسمة حسب تعداد اليمن لعام 2004.